# Брониш, Северина
Северина Брониш (пол. Seweryna Broniszówna, настоящая фамилия Хват, пол. Chwat) — польская актриса театра, кино и телевидения. Заслуженный деятель культуры Польши (1976).

## Биография
Северина Брониш родилась 13 июля 1891 г. в Варшаве. Дебютировала в театре в 1910 г. Актриса театров в Варшаве и Лодзи. В 1954 году гастролировала в СССР. Выступала в спектаклях Театра телевидения в 1958—1977 гг. Умерла 28 июня 1982 года в Варшаве, похоронена на кладбище «Воинское Повонзки».
Её брат — писатель Александер Ват.

## Избранная фильмография
- 1913 — Защита Ченстоховы / Obrona Częstochowy
- 1918 — Мужчина / Mężczyzna
- 1927 — Могила неизвестного солдата / Mogiła nieznanego żołnierza
- 1929 — Дорогой позора / Szlakiem hańby
- 1932 – Белый яд / Biała trucizna
- 1933 — Последняя эскапада / Ostatnia eskapada
- 1936 — Барбара Радзивилл / Barbara Radziwiłłówna
- 1937 — Галька / Halka
- 1937 — Недотёпа / Niedorajda
- 1937 — Улан князя Юзефа / Ułan Księcia Józefa
- 1938 — Геенна / Gehenna
- 1978 — Спираль / Spirala

## Признание
- 1946 — Золотой крест Заслуги[2].
- 1950 — Государственная премия ПНР 3-й степени.
- 1952 — Офицерский крест Ордена Возрождения Польши.
- 1953 — Золотой крест Заслуги[3].
- 1967 — Знак Тысячелетия польского государства.
- 1976 — Заслуженный деятель культуры Польши.